# Рябов, Сергей Константинович
Сергей Константинович Ря́бов (1901 — ?) — советский конструктор в области морской артиллерии.

## Биография
Член РКП(б) с 1919 года.
На службе в РККА с мая 1919 года.
С 1932 года работал в ВМФ по живучести морских орудий.
Начальник орудийного отдела АНИМИ. За счёт углубления нарезки и применения дефлегматоров увеличил срок службы стволов морских орудий.
Во время войны — инженер-капитан 1 ранга. Входил в штаб морской обороны Ленинграда.

## Награды и премии
- Сталинская премия III степени (10 апреля 1942) — за изобретение метода повышения живучести морских орудий
- орден Ленина (9145)
- три ордена Красного Знамени (1922; 1944; 1950)
- орден Красной Звезды (1944)
- медаль «За оборону Ленинграда» (1943)
- медаль «За победу над Германией в Великой Отечественной войне 1941—1945 гг.» (1945)